# Fief de Viipuri

Les fiefs de Finlande en 1595-1634

Le Fief de Viipuri (finnois : Viipurin linnalääni) était un fief durant l'époque féodale organisé autour du château de Vyborg, construit dans les années 1290, afin de protéger la Carélie envahie en 1293 par Novgorod.

## Histoire
En 1323 le Traité de Nöteborg (en finnois : Pähkinäsaaren rauha) mit fin à la guerre entre Novgorod et la Suède et partagea la Carélie entre les deux états. Les imprécision de la frontières conduisirent par la suite à d'autres guerres.

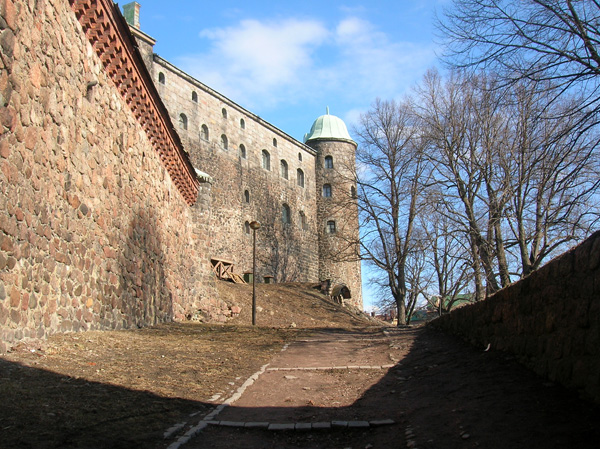
Le château de Viipuri.

Le Fief de Viipuri dominait tout l'est de la Finlande: en plus de la Carélie, il dominait le Savo jusqu'en 1534 et l'Est de Uusimaa (c'est-à-dire le Comté de Porvoo) jusqu'au début de l'ère moderne.
Le fief de Viipuri survécut jusqu'en 1634.
Les chefs du fief étaient des notables suédois comme Bo Jonsson Grip, Charles VIII de Suède et Sten Sture le Vieil.